# 罗宾·沃特菲尔德
罗宾·沃特菲尔德（1952年—）是一位英国历史学家和古典學家，毕业于曼彻斯特大学和剑桥大学国王学院，主要作品有《裂土称王：继业者战争与希腊化时代》（Dividing the Spoils: The War for Alexander the Great’s Empire）、《征服希腊：罗马与地中海霸权》（Taken at the Flood: The Roman Conquest of Greece）、《奥林匹亚：古代奥运会与体育精神的起源》（Olympia：The Story of the Ancient Olympic Games）、《希腊神话：众神与英雄的故事》（The Greek Myths，与凯瑟琳·沃特菲尔德合著）等。